# 1902 en philosophie
Chronologie de la philosophie
- 1898
- 1899
- 1900
- 1901
- 1902
- 1903
- 1904
- 1905
- 1906

L’année 1902 a été marquée, en philosophie, par les événements suivants :

## Distinctions
- Prix Nobel de littérature : Theodor Mommsen

## Publications
- William James, The Varieties of Religious Experience (Les formes multiples de l'expérience religieuse)
- Benedetto Croce, Estetica come scienza dell'espressione e linguistica generale
- Pierre Kropotkine, L'Entraide, un facteur de l'évolution

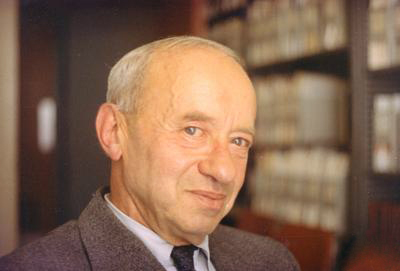
Alfred Tarski (1902-1983)
Menachem Mendel Schneerson (1902-1983)
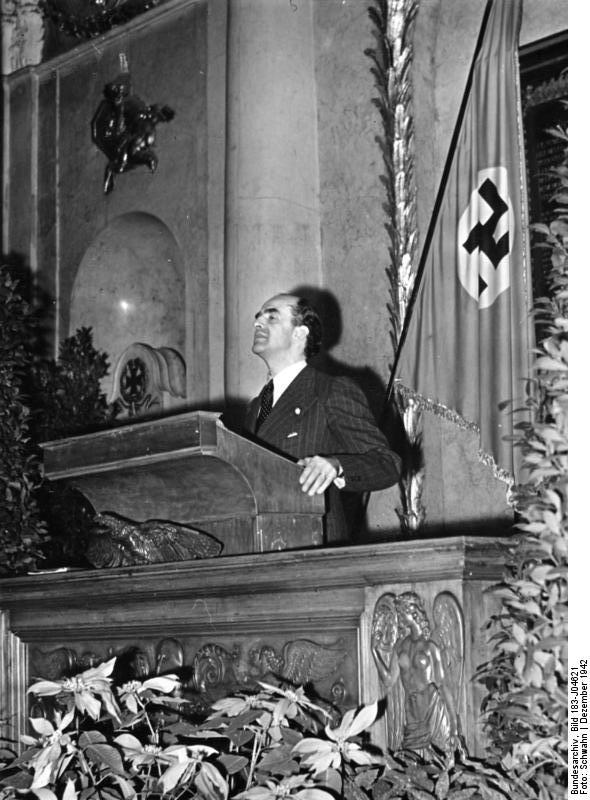
Ernesto Grassi (1902–1991)
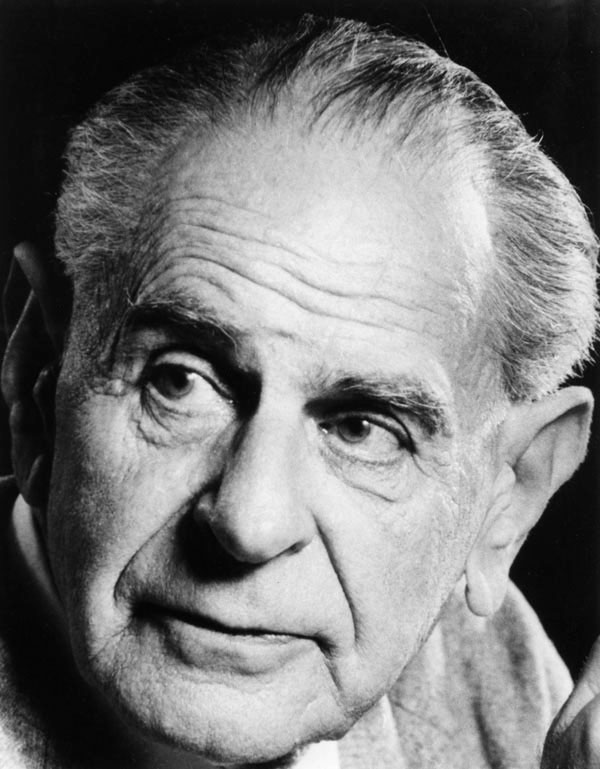
Karl Popper (1902–1994)
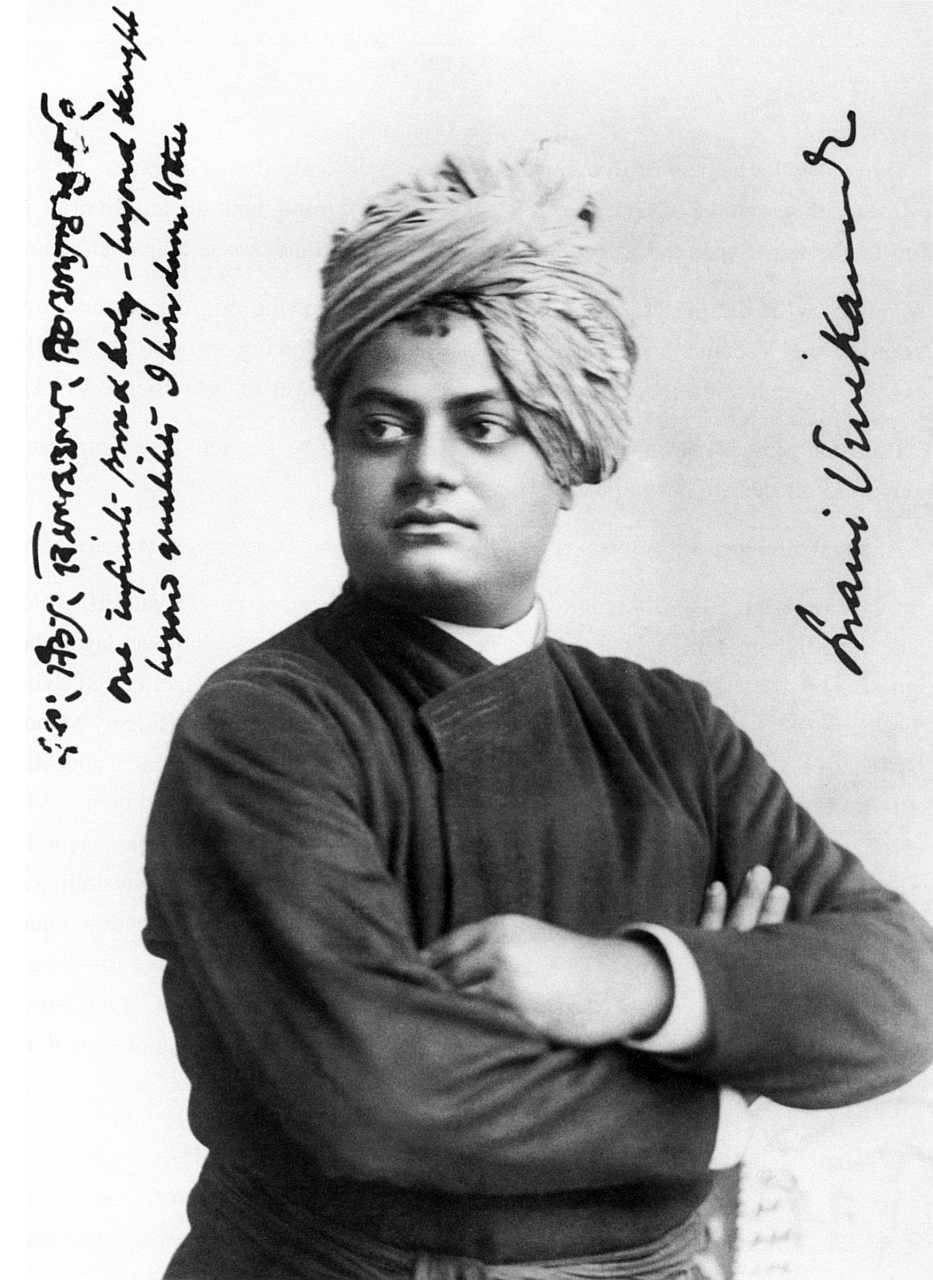
Swami Vivekananda (1863–1902)

## Naissances
- 6 janvier : Dagobert D. Runes (Autriche-Hongrie, -1982)
- 14 janvier : Alfred Tarski (Pologne, -1983)
- 27 janvier : Heinrich Lützeler (Allemagne, -1988)
- 16 février : Carlo Diano (Italie, -1974)
- 5 avril : Menachem Mendel Schneerson (Ukraine, -1994)
- 26 avril : Alexandre Passerin d'Entrèves (Italie, -1985)
- 28 avril : Alexandre Kojève, philosophe russe naturalisé français, mort en 1968.
- 2 mai : Ernesto Grassi (Italie, -1991)
- 11 mai : Alexandre Kojève (France, -1968)
- 13 mai : Erik Wolf (Allemagne, -1977)
- 23 mai : Felice Battaglia (Italie, -1977)
- 31 mai : Friedrich Hielscher (Allemagne, -1990)
- 22 juin : Santino Caramella (Italie, -1972)
- 12 juillet : Günther Anders (Allemagne, -1992)
- 25 juillet : Eric Hoffer (USA, -1983)
- 28 juillet : Karl Popper (Autriche-Angleterre, -1994)
- 22 août : Enrico De Negri (Italie, -1990)
- 30 août : Joseph Maria Bochenski (Pologne, -1995)
- 12 septembre : Malcolm de Chazal (Maurice, -1981)
- 14 décembre : Herbert Feigl (Autriche, -1988)
- 20 décembre : Sidney Hook (USA, -1989)
- 28 décembre : Mortimer J. Adler (USA, -2001)

## Décès
- 11 janvier : Cornelis Petrus Tiele (Pays-Bas, 1830-)
- 8 février : Robert Adamson (Écosse, 1852-)
- 3 avril : Edmund von Pfleiderer (Allemagne, 1842-)
- 6 avril : Walther Arnsperger (Allemagne, 1871-)
- 4 juillet : Swami Vivekananda (Inde, 1863-)
- 26 octobre : Elizabeth Cady Stanton (USA, 1815-)
- 21 décembre : Moritz Eisler (Allemagne, 1823-)